# Дек
Дек (на английски: deck) се нарича палубата на ветроходните военни кораби.
Терминът се използва за тези от палубите, на които е поставена артилерията. Кораб, на който артилерията е поставена на две палуби се нарича двудекова, на три – тридекова.
Обикновено на ветроходните линейни кораби на един дек има от 20 до 36 оръдия различен калибър: от 4 до 80-фунтови.
Дек се нарича и горната открита палуба, която се дели на бак, шкафут, шканци и ют. Шканците също е прието да се наричат и квартердек. Следващата палуба надолу от баковите и кърмовите надстройки се нарича опердек, още по-долу се разполага мидълдек, а след това гъндек, още по-надолу – орлопдек (също и кубрик), а в най-долната част на корпуса на съда се разполага корабният трюм.
Първият кораб в британския флот, имащ две закрити батареи (два дека) и смятан поради това за родоначалник на многодечните линейни кораби става „Хенри Грейс е'Дю“. Първият, в пълния смисъл на думата, тридечен кораб е 100-оръдейният британски линеен кораб построен 1635 – 1637 г. „HMS Sovereign of the Seas“.